# Lokotunjailurus
Lokotunjailurus es un género extinto de tigres dientes de sable (Machairodontinae) que vivió en Kenia y Chad durante la época del Mioceno. Lokotunjailurus pertenece a la tribu comúnmente conocida como gatos con dientes de cimitarra (Homotherini). Los géneros Nimravides, Amphimachairodus, Homotherium y Xenosmilus también pertenecen a esta tribu. 

## Descripción
Lokotunjailurus era tan alto como una leona; alrededor de 90 centímetros al hombro, pero era mucho más ligero debido a sus patas más largas y su cuerpo más grácil. Sus espolones eran particularmente grandes en proporción a su cuerpo y eran más grandes que los de un león mucho más grande, lo que indica que dependía mucho de ellos para lidiar con sus presas. En comparación, sus garras del segundo al cuarto dedo eran más pequeñas que las de los leopardos.

## Descubrimiento
La especie tipo L. emageritus fue documentada por Lars Werdelin basándose en fósiles encontrados en el sitio de Lothagam en Kenia. Lo describió como un gran felino con una garra extremadamente larga en un dedo. Él nombró el género con la palabra turkana para "gato" y la especie con la palabra para "garra". Werdelin consideró que L. emageritus es similar a Homotherium en dentición y representa un miembro basal de Homotherini.
Una segunda especie, L. fanonei fue descrita a partir de fósiles encontrados en la Formación Toros Menalla en el desierto de Djurab de Chad. Los depósitos datan del Mioceno tardío (7 millones de años).  Por último una tercera especie, L. chinsamyae fue descrita en 2023 a partir de fósiles procedentes de la Cantera "E" de Langebaanweg en Sudáfrica.

## Paleoecología
En el desierto de Djurab en el norte de Chad en África central, Lokotunjailurus fanonei parece haber vivido junto a otros macairodontes Amphimachirodus kabir y los primeros representantes del género Megantereon. Además de estos otros felinos, animales como cocodrilos, caballos primitivos de tres dedos, peces, monos, hipopótamos, osos hormigueros, tortugas, roedores, jirafas, serpientes, antílopes, cerdos, mangostas, zorros, hienas, nutrias, tejones de miel, el elefante Stegotetrabelodon y el homínido Sahelanthropus tchadensis proporcionaban abundante alimento para estos felinos, lo que indica que había suficiente biodiversidad como para que pudieran coexistir tres tigres dientes de sable.